# Tangtsinia
Tangtsinia là một chi phong lan trong họ Orchidaceae.